# Jarosław Kubicki
Jarosław Kubicki (Lubin, 7 agosto 1995) è un calciatore polacco, centrocampista dello Jagiellonia.

## Carriera

### Club
Cresciuto nelle giovanili dello Zagłębie Lubin, nel 2012 viene promosso in seconda squadra. Nel 2014 passa alla prima squadra.

### Nazionale
Ha debuttato con la Nazionale Under-20 il 7 ottobre 2015, in Italia-Polonia (2-2). Ha collezionato in totale, con la maglia della Nazionale Under-20, tre presenze. Ha debuttato con la Nazionale Under-21 il 26 marzo 2016, in Polonia-Bielorussia (3-0). Ha partecipato, con la Nazionale Under-21, all'Europeo Under-21 2017.

## Palmarès

### Club

#### Competizioni nazionali
- Coppa di Polonia: 1

Lechia Danzica: 2018-2019
- Supercoppa di Polonia: 1

Lechia Danzica: 2019
- Campionato polacco: 1

Jagiellonia: 2023-2024